# Pierre Nueno
Pas d'image ? Cliquez ici

a Compétitions nationales et continentales officielles uniquement.

b Matchs officiels uniquement.
Dernière mise à jour le 10 juin 2025.
Pierre Nueno, né le 15 mai 1996 à Pau (Pyrénées-Atlantiques), est un joueur français de rugby à XV évoluant au poste de centre au RC Narbonne.
Il est international espagnol depuis 2020.

## Carrière

### Formation
Pierre Nueno naît le 15 mai 1996 à Pau. Il grandit en Béarn, à Lée, commune de l'aire urbaine de Pau . Pierre Nueno débute initialement par le football, son père étant formateur. Il débute le rugby à l'âge de six ans au sein l'Avenir de Bizanos dans les Pyrénées-Atlantiques.
Il rejoint le centre de formation de la Section paloise en 2017, à partir de la catégorie cadets.

### En club
Avec la Section paloise, Pierre Nueno évolue principalement avec l'équipe espoir. Nueno effectue quelques apparitions avec l'équipe professionnelle, durant les saisons de Top 14 2017-2018, 2018-2019 et 2019-2020, mais aussi en Challenge européen.
Le 1er février 2020, Pierre Nueno participe au Supersevens 2020, compétition professionnelle de rugby à sept, et atteint la finale, perdue 28 à 12 face au Racing 92.
A l'issue de la saison 2019-2020, il est libéré de sa dernière année de contrat par la Section paloise, afin de rejoindre le RC Narbonne,.
Pierre Nueno s'engage pour deux saisons avec le club audois en mai 2020. Il dispute son premier match de Nationale lors de la deuxième journée et le déplacement au RC Suresnes. Il termine la saison 2020-2021 avec 19 matchs disputés et 6 essais inscrits. En mars 2022, il prolonge son contrat jusqu'en juin 2024. Nueno s'impose comme un cadre de l'effectif narbonnais.
En mars 2024, il prolonge son contrat jusqu'en juin 2026 avec Narbonne. Il dispute 25 matchs de championnat (saison 2023-2024) et il est titulaire lors de la finale de Nationale perdue face au Stade niçois rugby (30 à 39). Quelques jours plus tard, il est de nouveau titulaire lors du Pro D2 Access Match perdu d'un point (19 à 20) face à l'US Montauban.
Le 29 novembre 2024, il dispute son centième match sous les couleurs narbonnaises face à l'US Carcassonne lors de la douzième journée de Nationale.
Après dix matchs disputés lors de la saison 2024-2025 de Nationale, il se blesse à l'épaule à l'entraînement début janvier 2025. Il fait son retour presque deux mois plus tard, fin février 2025 pour la 20e journée de championnat face à l'Olympique marcquois mais il se luxe une nouvelle fois l'épaule droite et voit sa saison terminée dès le mois de février.

### En équipe nationale
En février 2020, Pierre Nueno choisit de jouer pour la sélection espagnole. Il est éligible pour la sélection par ses grands-parents, qui étaient de nationalité espagnole. Il participe cette même année au championnat international d'Europe. Il joue deux matches durant cette édition.